# Боровая (Старицкий район)
Боровая — деревня в Старицком районе Тверской области. Входит в состав сельского поселения «станция Старица».

## География
Находится в южной части Тверской области на расстоянии приблизительно 15 км на юг-юго-запад от районного центра города Старица недалеко от левого берега Волги.

## История
Деревня была отмечена ещё на карте Менде (состояние местности на 1848 год). В 1859 году здесь (деревня Зубцовского уезда) было учтено 23 двора, в 1941 — 41. До 2012 года входила в состав Корениченского сельского поселения.

## Население
Численность населения: 194 человека (1859 год), 4 (русские 100 %) в 2002 году, 1 в 2010.